# Штраусберг
Штраусберг (њем. Strausberg) град је у њемачкој савезној држави Бранденбург. Једно је од 45 општинских средишта округа Меркиш-Одерланд. Према процјени из 2010. у граду је живјело 26.229 становника. Посједује регионалну шифру (AGS) 12064472.

## Географски и демографски подаци
Штраусберг се налази у савезној држави Бранденбург у округу Меркиш-Одерланд. Град се налази на надморској висини од 94 метра. Површина општине износи 67,8 km². У самом граду је, према процјени из 2010. године, живјело 26.229 становника. Просјечна густина становништва износи 387 становника/km².

## Међународна сарадња
| Мјесто | Држава | Врста сарадње | Од    |
| ------ | ------ | ------------- | ----- |
| Дембно | Пољска | партнерство   | 1979. |
| Извор  |        |               |       |